# Karina LeBlanc
Karina Chenelle LeBlanc (* 30. März 1980 in Atlanta, Vereinigte Staaten) ist eine ehemalige kanadische Fußballtorhüterin. Sie spielte zuletzt von 2014 bis 2015 für die Chicago Red Stars und von 1998 bis 2015 für die Kanadische Nationalmannschaft. Sie war Kanadas Rekordtorhüterin. Ihr Vater, ein Bankmanager, wurde in Dominica und ihre Mutter in Jamaika geboren.

## Herkunft
LeBlanc wurde in Atlanta geboren, wohin ihre Eltern wegen Warnungen wegen eines starken Hurrikans geflohen waren. 6 Monate nach ihrer Geburt zog die Familie wieder nach Dominica zurück, wo die Tochter 8 Jahre lang aufwuchs. Dann siedelte sich die Familie im kanadischen Maple Ridge, British Columbia, an, wo LeBlanc mit zwölf Jahren mit dem Fußballspielen begann.

## Karriere
LeBlanc spielte ab 1997 bei den Nebraska Cornhuskers, der Mannschaft der University of Nebraska-Lincoln. Ab 2001 spielte sie für die Boston Breakers, darauf kurzzeitig für die nur 2004 in der W-League spielenden Montreal Xtreme und wechselte ein Jahr später zu den New Jersey Wildcats, die ebenfalls in der W-League spielten. 2009 schaffte sie den Sprung in die Women’s Professional Soccer und spielte für die Los Angeles Sol. 2010 hütete sie das Tor der Philadelphia Independence und kurzzeitig für die Chicago Red Stars.
Ihr erstes A-Länderspiel machte LeBlanc mit 18 Jahren am 21. Juli 1998 beim 0:4 gegen China, als sie zur 2. Halbzeit beim Stand von 0:3 eingewechselt wurde. Mit der kanadischen Fußballnationalmannschaft belegte sie bei ihrem ersten Turnier, dem CONCACAF Women’s Gold Cup 2000 den vierten Platz. 2002 erreichte sie das Finale, in dem sie mit 1:2 durch Golden Goal gegen die USA verloren. 1999 und 2003 nahm sie als Ersatztorhüterin an den WM-Endrunden teil, kam aber nur 2003 im mit 1:4 gegen Deutschland verlorenen ersten Spiel zum Einsatz. Auch bei den Olympischen Spielen 2004 und der Fußball-Weltmeisterschaft 2007 stand sie als Ersatztorhüterin im Kader, kam aber erneut nicht zum Einsatz, 2007 bedingt durch eine Verletzung kurz vor Beginn des Turnieres. Auch 2008 reichte es nur zu einem Einsatz. Im Viertelfinale verlor sie mit 1:2 n. V. gegen die USA, wobei sie in der 19. Minute für die verletzte Erin McLeod eingewechselt wurde. Ihr größter Erfolge ist der Gewinn des CONCACAF Women’s Gold Cup 2010, mit dem sich Kanada für die Fußball-Weltmeisterschaft 2011 qualifizierte. In vier Spielen blieb sie ohne Gegentor. In den ersten beiden WM-Spielen kam sie nicht zum Einsatz, erst im für den Turnierverlauf bedeutungslosen letzten Spiel gegen Nigeria. Auch dieses Spiel verloren die Kanadierinnen.
Am 24. März 2012 machte sie beim Freundschaftsspiel gegen Brasilien ihr 100. Länderspiel.
Für die Olympischen Spiele 2012 wurde sie ebenfalls nominiert. Sie kam aber nur im zweiten Spiel gegen Südafrika zum Einsatz. Sie wurde häufig im Wechsel mit der zweiten Torhüterin Erin McLeod eingesetzt, die bisher 119 Länderspiele bestritten hat. Kanada war damit die einzige Mannschaft mit zwei gleichzeitig aktiven Torhüterinnen, die mehr als 100 Länderspiele bestritten hatten. Mit 34 Jahren war sie zuletzt die älteste Spielerin im kanadischen Kader.
In der Saison 2013 spielte sie in der neugegründeten National Women’s Soccer League, der höchsten amerikanischen Profiliga im Frauenfußball, für den Portland Thorns FC und gewann am Saisonende die Meisterschaft. Im Januar 2014 wechselte sie zum Ligakonkurrenten Chicago Red Stars.
Im folgenden Jahr wurde sie als Ersatztorhüterin in den Kader für die Weltmeisterschaft im eigenen Land berufen, kam aber zu keinem Einsatz. Nach der Weltmeisterschaft trat sie aus der Nationalmannschaft zurück und beendete zum Saisonende der NWSL im September 2015 endgültig ihre Karriere.

## Erfolge
- CONCACAF Women’s Gold Cup: Sieger 2010, Zweiter 2002
- Panamerikanische Spiele 2007: Bronzemedaille
- Panamerikanische Spiele 2011: Goldmedaille
- Olympische Spiele 2012: Bronzemedaille